# Andoharano decaryi
Espèce
Synonymes
- Filistata decaryi Fage, 1945

Andoharano decaryi est une espèce d'araignées aranéomorphes de la famille des Filistatidae.

## Distribution
Cette espèce est endémique de Madagascar. Elle se rencontre dans la grotte d’Andoharano et la grotte de Narmoroka.

## Description
Le mâle mesure 5 mm et la femelle 6 mm.
Le mâle décrit par Magalhaes et Grismado en 2019 mesure 4,76 mm et la femelle 6,7 mm.

## Étymologie
Cette espèce est nommée en l'honneur de Raymond Decary.

## Publication originale
- Fage, 1945 : Arachnides cavernicoles nouveaux de Madagascar. Bulletin du Muséum national d'histoire naturelle, Paris, sér. 2, vol. 17, p. 301-307.